# Anthophora plumipes
Anthophora plumipes Pallas, 1772 è un imenottero apoideo della famiglia Apidae (sottofamiglia Apinae, tribù Anthophorini).

## Biologia

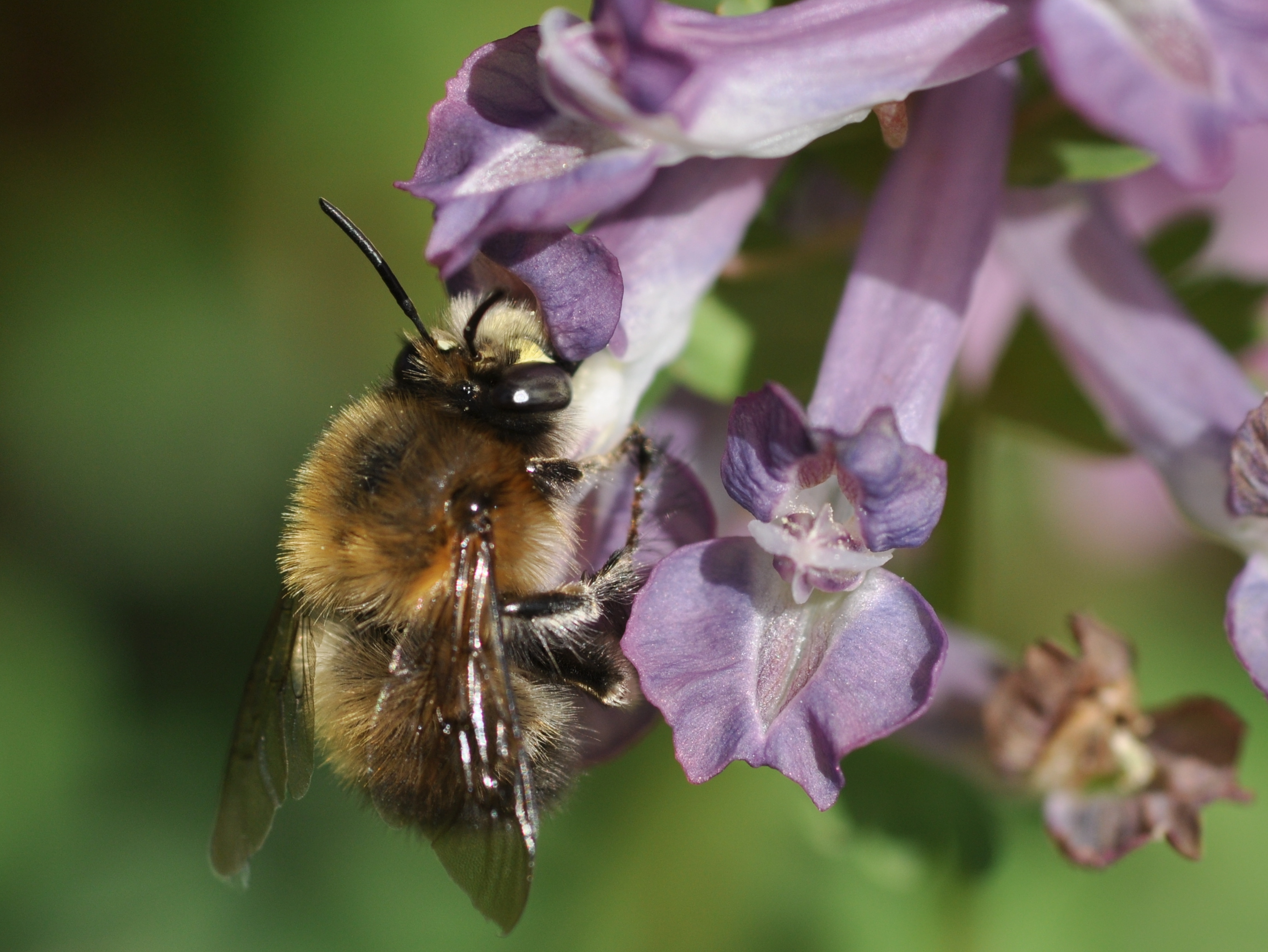
A. plumipes maschio su Corydalis solida

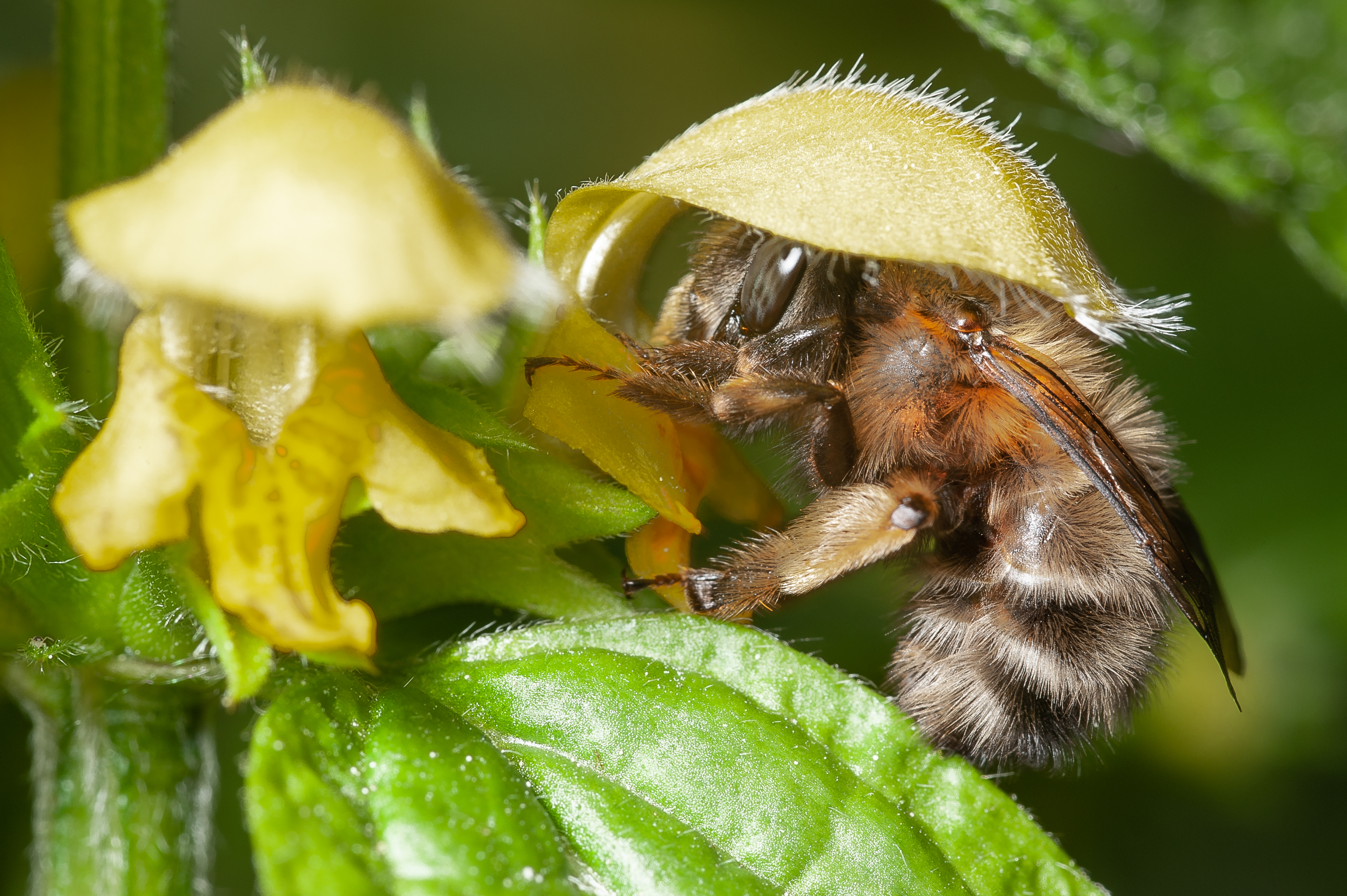
A. plumipes femminile su Lamium galeobdolon

Sono api solitarie che nidificano prevalentemente in semplici cavità scavate nel suolo. Ciascuna femmina, dopo la fecondazione, costruisce un nido formato da una serie di cellette, poi le riempie di nettare e di polline impastati, ed in ultimo depone un uovo in ciascuna celletta. Le larve si sviluppano esclusivamente grazie a queste provviste, senza ricevere ulteriore cura dalla madre.